# Стратмор (Колорадо)
Стратмор (англ. Stratmoor) — переписна місцевість (CDP) в США, в окрузі Ель-Пасо штату Колорадо. Населення — 6518 осіб (2020).

## Географія
Стратмор розташований за координатами 38°46′19″ пн. ш. 104°46′40″ зх. д. / 38.77194° пн. ш. 104.77778° зх. д. (38.771957, -104.777773).  За даними Бюро перепису населення США в 2010 році переписна місцевість мала площу 7,39 км², з яких 7,33 км² — суходіл та 0,06 км² — водойми. В 2017 році площа становила 6,91 км², з яких 6,85 км² — суходіл та 0,06 км² — водойми.

## Демографія
Згідно з переписом 2010 року, у переписній місцевості мешкало 6900 осіб у 2166 домогосподарствах у складі 1570 родин. Густота населення становила 933 особи/км².  Було 2355 помешкань (318/км²).
Расовий склад населення:
| - 69,3 % — білих - 10,5 % — чорних або афроамериканців - 1,9 % — азіатів - 1,4 % — корінних американців - 0,2 % — вихідців з тихоокеанських островів - 9,0 % — осіб інших рас |

До двох чи більше рас належало 7,7 %. Частка іспаномовних становила 26,5 % від усіх жителів.
За віковим діапазоном населення розподілялося таким чином: 25,7 % — особи молодші 18 років, 64,7 % — особи у віці 18—64 років, 9,6 % — особи у віці 65 років та старші. Медіана віку мешканця становила 31,5 року. На 100 осіб жіночої статі у переписній місцевості припадало 122,1 чоловіків;  на 100 жінок у віці від 18 років та старших — 127,1 чоловіків також старших 18 років.
Середній дохід на одне домашнє господарство  становив 49 536 доларів США (медіана — 40 977), а середній дохід на одну сім'ю — 51 728 доларів (медіана — 45 335). Медіана доходів становила 40 167 доларів для чоловіків та 30 826 доларів для жінок. За межею бідності перебувало 21,3 % осіб, у тому числі 36,7 % дітей у віці до 18 років та 14,7 % осіб у віці 65 років та старших.
Цивільне працевлаштоване населення становило 2535 осіб. Основні галузі зайнятості: мистецтво, розваги та відпочинок — 15,3 %, освіта, охорона здоров'я та соціальна допомога — 14,9 %, публічна адміністрація — 12,1 %, будівництво — 10,8 %.